# Tretanorhinus
Tretanorhinus es un género de serpientes que pertenecen a la familia Dipsadidae. Agrupa a cuatro especies reconocidas que se distribuyen en América Central, el norte de Sudamérica y algunas islas del Caribe.

## Taxonomía
Se reconocen las siguientes especies:
- Tretanorhinus mocquardi Bocourt, 1891
- Tretanorhinus nigroluteus Cope, 1861
- Tretanorhinus taeniatus Boulenger, 1903
- Tretanorhinus variabilis Duméril, Bibron & Duméril, 1854